# Lijst van trainers van Akhisar Belediyespor
Deze lijst omvat de voetbalcoaches die de club Akhisar Belediyespor hebben getraind vanaf 2007 tot op heden.
| Seizoen | Trainer(s)                           |
| ------- | ------------------------------------ |
| 2007/08 | Atilla Özcan                         |
| 2008/09 | Atilla Özcan                         |
| 2009/10 | Atilla Özcan                         |
| 2010/11 | Atilla Özcan                         |
| 2011/12 | Hamza Hamzaoğlu                      |
| 2012/13 | Hamza Hamzaoğlu                      |
| 2013/14 | Hamza Hamzaoğlu                      |
| 2014/15 | Mustafa Reşit Akçay - Roberto Carlos |
| 2015/16 | Cihat Arslan                         |
| 2016/17 | Cihat Arslan - Tolunay Kafkas        |